# Гмюнд (Нижняя Австрия)
Гмюнд (нем. Gmünd (Niederösterreich)) — окружной центр в Австрии, в федеральной земле Нижняя Австрия.
Входит в состав округа Гмюнд. Население составляет 5375 человек (на 1 января 2018 года). Занимает площадь 25,10 км². Официальный код — 3 09 08.

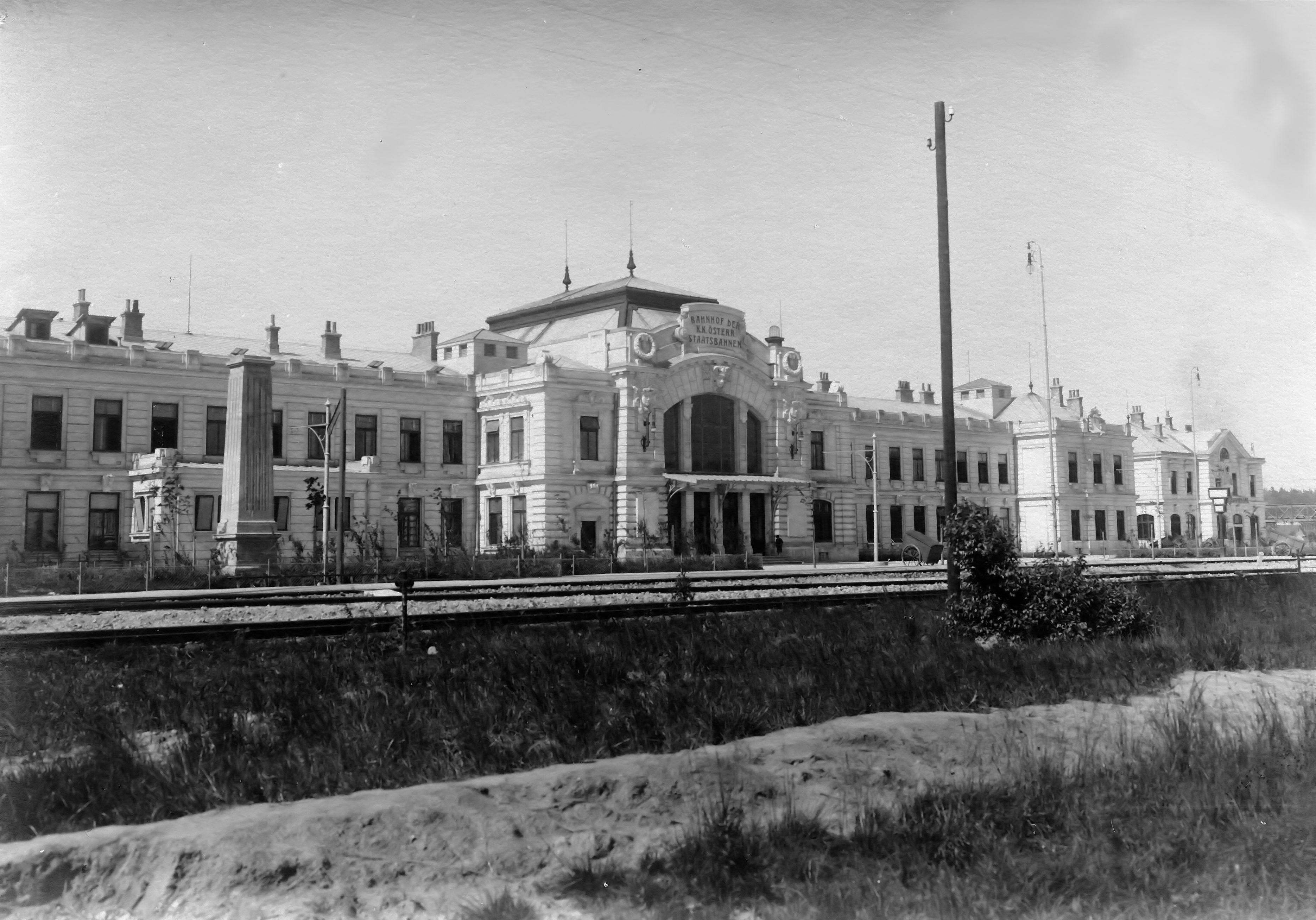
Вокзал в 1900 году

## Политическая ситуация
Бургомистр коммуны — Хельга Розенмайер (АНП) по результатам выборов 2015 года.
Совет представителей коммуны (нем. Gemeinderat) состоит из 29 мест.
- СДПА занимает 14 мест.
- Блок АНП / Народная партия Гмюнда занимает 13 мест.
- АПС занимает 1 место.
- АГ (Активисты Гмюнда) занимают 1 место.

## Гмюнд в русской военной истории
В середине февраля — середине апреля 1945 года в здании городской гимназии функционировал 1-й Русский кадетский корпус — последний русский кадетский корпус в мире. В нём учились 106 кадетов. В апреле корпус покинул Гмюнд и был эвакуирован в Зальцбург.